# Olivier Diraison-Seylor
Olivier Diraison-Seylor, né Eugène Jules Olivier Diraison le 31 juillet 1873 à Plouescat dans le Finistère et mort pour la France le 17 juin 1916 près de Verdun, est un écrivain et officier de marine français. Il a publié en 1901 sous le pseudonyme d'Olivier Seylor son premier roman Les Maritimes inspiré par son expérience de marin basé à Toulon : le succès associé aux polémiques a été très important. La Marine nationale scandalisée par l'image donnée d'elle par l'auteur l'a contraint à la démission en 1902. Il a ensuite publié en les signant Olivier Diraison-Seylor d'autres romans « d'une facture nerveuse et pittoresque » au succès bien moindre. Engagé volontaire dans l'armée de terre et devenu lieutenant, il a été tué à l'ennemi près de Douaumont en juin 1916.

## Biographie
Issu d'une famille bretonne qui s'est illustrée dans la Marine, Eugène Jules Olivier Diraison est le fils d'un notaire de Plouescat, commune du Nord Finistère en Bretagne. Né le 31 juillet 1873, il fait des études au collège de Morlaix et au lycée de Brest, et entre à l'École navale en 1891. Il y fait une scolarité brillante  même si ses supérieurs relèvent qu'il n'a pas très bon esprit.
Il est nommé aspirant en 1893 et, rattaché au port de Brest, il effectue diverses navigations dans l'océan pacifique. Il est promu Enseigne de vaisseau le 5 octobre 1896 et navigue dans l’océan indien : il participe ainsi au sauvetage de l'artillerie du croiseur La Pérouse naufragé à Madagascar le 31 juillet 1898. De retour en France, il est affecté à l’escadre de la Méditerranée basée à Toulon où il s'installe.
Sur le plan personnel, il épouse le 2 juillet 1900 la fille d'un capitaine de frégate en retraite et participe à la vie sociale de la Marine à Toulon. Le couple divorce en 1904 aux torts de l'épouse : la garde du fils confiée d'abord au père sera l'objet de conflits dans les années suivantes.
Dans le même temps Olivier Diraison publie dans la presse nationale quelques textes exotiques inspirés par ses expériences de marin et signés Olivier Seylor ( = sailor, le marin) comme « Femmes de Madagascar. Passades lointaines », La Vie parisienne, 28 avril 1900 ; « Passades lointaines. En Chine », La Vie parisienne, 18 août 1900.
En 1901 il obtient pour régler le conflit qui l'oppose à son père un congé du mois de mai jusqu’au mois de novembre. Préparant une reconversion vers l'activité littéraire, il écrit alors un roman qui est publié en novembre 1901. Il s'agit des Maritimes dont l'objet est une forte satire de la Marine nationale : la grande presse s'en fait rapidement l'écho et devant le scandale naissant ses supérieurs réagissent. Dès le 30 novembre il est convoqué à l'état-major de Toulon qui requiert qu'« il appartient à l’autorité maritime de le poursuivre au nom de la discipline outragée » son roman « contenant des insinuations injurieuses et outrageantes pour des officiers de marine ». Olivier Diraison est exclu de la marine et  rayé des contrôles à compter du 1er janvier 1902.
Le roman est beaucoup lu dans le milieu des marins et au-delà : plus de vingt mille exemplaires sont vendus fin décembre et le roman atteint sa cinquantième réédition deux mois plus tard. L’état d’officier de marine qui donne à l’auteur une légitimité ainsi que la transparence des pseudonymes et des situations font du livre un roman à clé et à polémiques. Il doit d'ailleurs affronter en duel plusieurs officiers offensés. Contraint de quitter la marine, il se consacre dès lors à l'activité littéraire mais ses autres romans (« d'une facture nerveuse et pittoresque » ne rencontrent qu'un succès restreint.
Olivier Diraison-Seylor obtient le 14 avril 1906 un emploi dans l'administration coloniale du Laos au grade de premier commis : il fera de son séjour en Indochine une source d'inspiration romanesque et de conférences sur « La femme exotique » ou « Les femmes de Chine » ou sur « Les fumeries d'opium ». Il fait plus tard une tentative sans lendemain d'installation au Canada qui nourrira aussi son inspiration.
En 1914, la guerre éclate et Olivier Diraison demande à réintégrer la marine. Devant le refus ce celle-ci il s'engage dans l'armée de terre : affecté d'abord dans un régiment territorial en raison de son âge (il a 41 ans) , il obtient ensuite son affectation au 94e régiment de ligne (régiment d'active) puis au 106e bataillon de chasseurs à pied où « En quelques mois seulement son éclatante bravoure lui vaut les galons de lieutenant » (Léon Treich) : il est en effet nommé sous-lieutenant le 26 octobre 1915 et lieutenant le 25 avril 1916 mais sa fiche sur Mémoire des hommes porte le grade de sous-lieutenant (lieutenant à titre provisoire).
Le 17 juin 1916 il meurt héroïquement dans les combats, près de Douaumont durant la bataille de Verdun. Il est cité à l'ordre de l'Armée. Décorations : Croix de guerre avec deux palmes, légion d'honneur posthume.
Son nom figure au Panthéon sur la Liste des personnes citées au Panthéon de Parisparmi les écrivains morts au front pendant la guerre de 1914-1918.

## Œuvres
- Les Maritimes, mœurs candides (1901) : Le roman constitue une charge contre la caste des officiers de marine où règnent intrigues, corporatisme, lâcheté et incompétence. La dénonciation marque d'autant plus que les identités sont à peine dissimulées derrière des pseudonymes transparents et que l'auteur parle depuis l'intérieur de l'institution : « le roman dresse ainsi le tableau du monde maritime toulonnais de la belle époque avec sa vie mondaine, […], s’ajoutent les grandes étapes de la vie en mer, les intrigues du milieu et les interrogations de l’enseigne de vaisseau Vuillenac, porte-parole de l’auteur, sur son métier »[5].
- Les Nuits vides (1902) : L’adultère des femmes d’officiers de marine embarqués[12].
- Le Tout-pourri. Roman de mœurs parisiennes (1903) : Dénonciation du Paris cosmopolite et artiste.
- Amours d'Extrême-Orient (1905) Illustrations d'après nature par Amédée Vignola.
- Le Livre de la houle et de la volupté (1905) : alexandrin qui parle de lui-même.
- Stephen Harris, joueur(1906).
- Le Pays des petites filles (1909) : Vision négative du Canada avec son administration bornée et brutale et  la domination de l’Église (loi contre le sacrilège)[13].
- L'odeur des îles : roman du Pacifique - Illustré d'après les aquarelles de W. Julian-Damazy gravées par Jouffroy et Rochefort (1911 ?).
- Du Fond des abîmes, journal de Charles Dynvic, surveillant des travaux publics au Laos (1911) : Vie quotidienne dans l'Indochine coloniale. Citation « Moments de l'exil, écrasé sous  une formidable oisiveté et sous des méchants soleils » page 6.
- Demi-blanc, roman colonial (1912) : « Le sujet traite la question troublante du métis à propos d'une révolte indochinoise »[14].
- L'Amour en croupe. Roman de demain (novembre 1912).
- Irène – Grande Première (mai 1916) : Mœurs dans une maison de couture, droit de cuissage du patron.
- Chair et poker.